# Marta Wójcik (lekarz weterynarii)
Marta Maria Wójcik – polska lekarka weterynarii, doktor habilitowany nauk rolniczych.

## Kariera naukowa
W 1996 roku uzyskała tytuł lekarza weterynarii, nadanego przez Uniwersytet Przyrodniczy w Lublinie. 
20 stycznia 2005 roku ukończyła studia doktoranckie na kierunku nauki weterynaryjne na Wydziale Medycyny Weterynaryjnej Uniwersytetu Przyrodniczego w Lublinie na podstawie pracy pt. Zmiany sekrecji ubichinonu Q10 i parametrów wydzielniczych żółci w eksperymentalnym stresie oksydatywnym wątroby u owiec.
Od 1996 roku zatrudniona jest w Uniwersytecie Przyrodniczym w Lublinie.
27 czerwca 2019 roku uzyskała stopień doktora habilitowanego nauk rolniczych w dyscyplinie weterynarii na Wydziale Medycyny Weterynaryjnej Uniwersytetu Przyrodniczego w Lublinie na podstawie rozprawy pt. Aktywność macierzystych komórek owalnych oraz makrofagów w przebiegu pierwotnych nowotworów złośliwych wątroby u ludzi i zwierząt.

## Publikacje
- 2005: Effect of 17?-estradiol on glucose tolerance and plasma insulin concentration in anestral sheep.
- 2007: Wpływ Vetaheparu na wydzielanie żółci u owiec.
- 2008: Effect of carotenoids on in vitro proliferation and differentiation of oval cells during neoplastic and non-neoplastic liver injures in rats.
- 2009: Influence of diet cation - anion difference (DCAD) on plasma acid - base status in pregnant sheep.
- 2010: Cytoprotective action of 17b-oestradiol against iron-induced hepatic oxidative stress in vitro.
- 2011: Effect of dexamethasone (DEX) on rat hepatocytes proliferation and bile acids release in vitro.
- 2012: Sustained opposite relationships between anabolic hormones in preweaning triplet lambs born.

Opracowano na podstawie źródła:.